# أبو بكر بن المرزبان
أبو بكر محمد بن خلف بن المرزبان بن بسام المحولي البغدادي الآجري نسبته إلى المحول وهي قرية غربي بغداد كان يسكنها.صاحب التصانيف، مترجم، وأحد رواة الحديث النبوي.
حدث عن: الزبير بن بكار، وأحمد بن منصور الرمادي، ومحمد بن أبي السري الأزدي لا العسقلاني، وأبو بكر بن أبي الدنيا، وعدة. حدث عنه: أبو بكر بن الأنباري، وأبو الفضل بن المتوكل، وأبو عمر بن حيويه وآخرون.
له كتاب الحاوي في علوم القرآن، وكتاب في الحماسة، وكتاب المتيمين، وكتاب أخبار الشعراء، وغير ذلك. قال الذهبي: «كان صدوقا». قال ياقوت: «كان أحد التراجمة، ينقل الكتب الفارسية إلى العربية، له أكثر من خمسين منقولا من كتب الفرس».
وله الكتاب الشهير: «فضل الكلاب على كثير ممن لبس الثياب».

## وفاته
تُوفي في عام 309 هـ الموافق 921 ميلاديًا.